# DSpace
DSpace es un software de código abierto que provee herramientas para la administración de colecciones digitales, y comúnmente es usada como solución de repositorio bibliográfico institucional. Soporta una gran variedad de datos, incluyendo libros, tesis, fotografías, filmes, video, datos de investigación y otras formas de contenido. Los datos son organizados como ítems que pertenecen a una colección; cada colección pertenece a una comunidad.
Fue liberado en el 2002, como producto de una alianza de HP y el MIT. Es liberado bajo una licencia BSD que permite a los usuarios personalizar o extender el software según se necesite.
Muchas instituciones de investigación a nivel mundial utilizan DSpace para satisfacer una variedad de necesidades de archivo o archivaje digital:
- Repositorios Institucionales
- Repositorios de objetos de aprendizaje
- Tesis Electrónicas (eTheses)
- Administración de Registros Electrónicos
- Preservación Digital
- Publicación

Existen otros repositorios bibliográficos como E-Prints o Fedora Commons.
DSpace ha sido instalado y está siendo utilizado en cerca de 2500 instituciones a lo largo y ancho del mundo, según la web oficial.

## Historia
La primera versión de DSpace fue liberada en noviembre de 2002, siguiendo un esfuerzo conjunto por los desarrolladodres del MIT y HP Labs (laboratorios de HP) en Cambridge, Massachusetts. En marzo de 2004 tuvo lugar el primer DSpace User Group Meeting (DSUG) en Hotel@MIT, y fue ahí donde se produjeron las primeras discusiones concernientes a la comunidad de DSpace y su futura gobernanza. La Federación DSpace (DSpace Federation) formó una agrupación flexible de instituciones interesadas, mientras el DSpace Committers group (véase Modelo de desarrollo comunitario más abajo) fue formado poco después, consistiendo en 5 desarrolladores de HP Labs, MIT, OCLC, Universidad de Cambridge, y Universidad de Edimburgo. Más tarde se unieron al grupo desarrolladores de la Universidad Nacional Australiana y la Universidad de Texas A&M. DSpace 1.3 fue lanzado en 2005, y casi al mismo tiempo tuvo lugar el segundo DSpace User Group Meeting en la Universidad de Cambridge. Siguiendo a esto, se celebraron dos mítines menores de grupos de usuarios, el primero en enero/febrero de 2006 en Sídney, y el segundo en abril de 2006 en Bergen, Noruega. En marzo de 2008, la comunidad DSpace liberó DSpace 1.5. En marzo de 2010, fue liberado DSpace 1.6.

### Fundación DSpace
El 17 de julio de 2007, HP y MIT anunciaron conjuntamente la formación de la DSpace Foundation, una organización sin ánimo de lucro que proporcionará liderazgo y soporte a la comunidad DSpace.

### DuraSpace
El 12 de mayo de 2009, Fedora Commons (que no tiene nada que ver con Fedora Core ni Red Hat) y la Fundación DSpace crearon una organización conjunta sin ánimo de lucro para perseguir una misión común, a la que llamaron DuraSpace. La misión es proporcionar liderazgo e innovación en tecnologías open source y basadas en nube (cloud-based) principalmente para bibliotecas, universidades, centros de investigación, y organizaciones de patrimonio cultural. DuraSpace proporciona liderazgo y soporte tanto para DSpace como para Fedora Commons.

## Modelo de desarrollo comunitario
La comunidad DSpace ha intentado basar su estructura formal en la misma línea que en el modelo de desarrollo de la Apache Software Foundation. Es decir, hay una base de usuarios dentro de la cual hay un subconjunto de desarrolladores, varios de los cuales son contribuidores de la base de código núcleo (codebase). Los desarrollos de estos contribuidores son entonces añadidos a la distribución bajo la depuración de un equipo de committers, cuyo trabajo es garantizar que el código cumple las pautas de la documentación de desarrollo, y que contribuye efectivamente en la dirección del desarrollo de DSpace (que es decidida a su vez por la comunidad en conjunto). SourceForge presta servicio tecnológico mediante una base de desarrollo, y varias listas de correo para preguntas técnicas y discusiones de desarrollo, así como una lista general para miembros comunitarios no-técnicos.
La membresía de la comunidad se consigue estando interesado e implicado; no hay pagas o listas formales de membresía.

## Tecnología
DSpace está escrito en Java. Usa una base de datos relacional, y soporta el uso de PostgreSQL y Oracle. Tiene dos interfaces, una clásica (JSPUI) que usa JSP y Java Servlet API, y una nueva (XMLUI) basada en Apache Cocoon que usa XML y XSLT. DSpace es totalmente compatible con el protocolo OAI-PMH, y es capaz de exportar paquetes de software METS (Metadata Encoding and Transmission Standard).